# Tarcsafürdő
Tarcsafürdő (régebben Tarcsa, németül Bad Tatzmannsdorf, horvátul Tarča) község Ausztriában, Burgenland tartományban, a Felsőőri járásban.

## Fekvése
Régóta ismert gyógyüdülőhely Felsőőrtől 6 km-re északra. Tengerszint feletti magassága 345 m. A fürdő neve idővel átvonódott az egész településre. Gyimótfalva és Sóshegy települések tartoznak hozzá.
A kataszteri közösségek Bad Tatzmannsdorf, Gyimótfalva és Sóshegy.

## Története
A település három gyógyforrásait már a bronzkorban és a rómaiak is ismerték.
A 11. században a magyarok határőrzőket telepítettek erre a vidékre, akik később beolvadtak a magyar és német lakosságba. Később a környék kisnemesi családok birtoka lett. Közülük való volt a település névadója a Tarcsa család is. A település első okleveles említése 1378-ból származik. Keletkezéséhez népi hagyomány is fűződik. Az egyik elbeszélés szerint egy beteg disznókat legeltető kanász fedezte fel az itteni  források gyógyhatását. A másik történet szerint egy Áron nevű zsidó csodadoktor kezdte a források vizét gyógyításra használni. 1455-ben "Tercha" néven említik. 1529-ben és 1532-ben elpusztította a török, mely után birtokosa Tarródy György horvátokkal telepítette be, akik "Dobrava" néven új községet alapítottak. Ez a település azonban a Bocskai-felkelés alatt szintén elpusztult. Ezután evangélikus németek érkeztek a településre, akik a birtokos Batthyány család hatására nagyrészt újra felvették a katolikus vallást. 1633-ban Tarcsafürdő egy kisebb uradalom központja lett, mely az 1670-es évekig állt fenn.
1620-óta – amikor a források vízét kúttá alakították át – vízét ivókúrára, 1621-óta – ekkor nyitották meg fürdőjét – fürdésre is használták. A gyógyforrások első okleveles említése is 1621-ből a regensburgi krónikából származik, ma ezt az időpontot tartják a fürdő hivatalos keletkezésének. A 17. században az akkori Nyugat-Magyarország több nemes családjának is kedvelt pihenőhelye volt. 1650-ben a fürdőben már fürdőorvos is praktizált és vizét Bécsbe is szállították. A fürdőélet a Rákóczi-szabadságharc idején szünetelt. 1752-ben a fürdőt gróf Batthyány Lajos nádor vásárolta meg, mely fejlődésének új lendületet adott. 1763-ban Wetsch József Ignác orvostanhallgató tudományosan elemezte a tarcsafürdői gyógyvizet, melyről tanulmányt is közölt. 1777-ben újabb tudományos munka jelent meg róla Heinrich Johann von Crantz  pharmatológus tollából. 1795-ben a források fölé nyolc oszlopos klasszicista épületet emeltek. 1796-ban a fürdőnek már vendéglője is volt, környékét pedig parkosították. Maga a település 1830 után épült ki széles közben ismert fürdőhellyé, épületei közül azonban 1945-ben sok elpusztult. 1863-ban Batthyány Ferenc építtette a fürdő központi épületét. 1886-ban az Anna-fürdő, 1887-ben a Mária-villa, 1890-ben a Karolina-villa, 1895-ben a gyógyközpont, 1899-ben a Hideggyógyintézet, 1907-ben a Batthyány-szálloda épült fel. 1893-ban több mint 1900 fő volt a fürdő vengédek száma. 1903-tól a fürdővendégek már vonattal is érkezhettek a vasútvonal kiépülése után. 1949 és 1953 között újították fel őket.
Vályi András szerint " TARCSA. Taczmansdorf. Német falu Vas Várm. földes Ura G. Batthyáni Uraság, a’ kinek kastéllyával ékesíttetik, lakosai katolikusok, fekszik Őri Sz. Mártonnak szomszédságában; földgye néhol sovány, eladásra, és keresetre módgya van, savanyú vize, és fördőji jelesek."
Fényes Elek szerint " Tarcsa, Taczmansdorf, német falu, Vas vmegyében, Szalónakhoz 1/2 órányira, 483 kath., 84 evang. lak. Hires savanyuviz forrásait láttuk a vármegye leirásában. A borostyánkői urad. tartozik. E helység n. Klauzál Imrének felette jeles kertészkedéséről hiresedett el. Ut. p. Kőszeg."
Vas vármegye monográfiája szerint " Tarcsa, község 81 házból és 538 németajkú r. kath. és ág. ev. lakosból áll. Postája és távírója helyben van. "
|

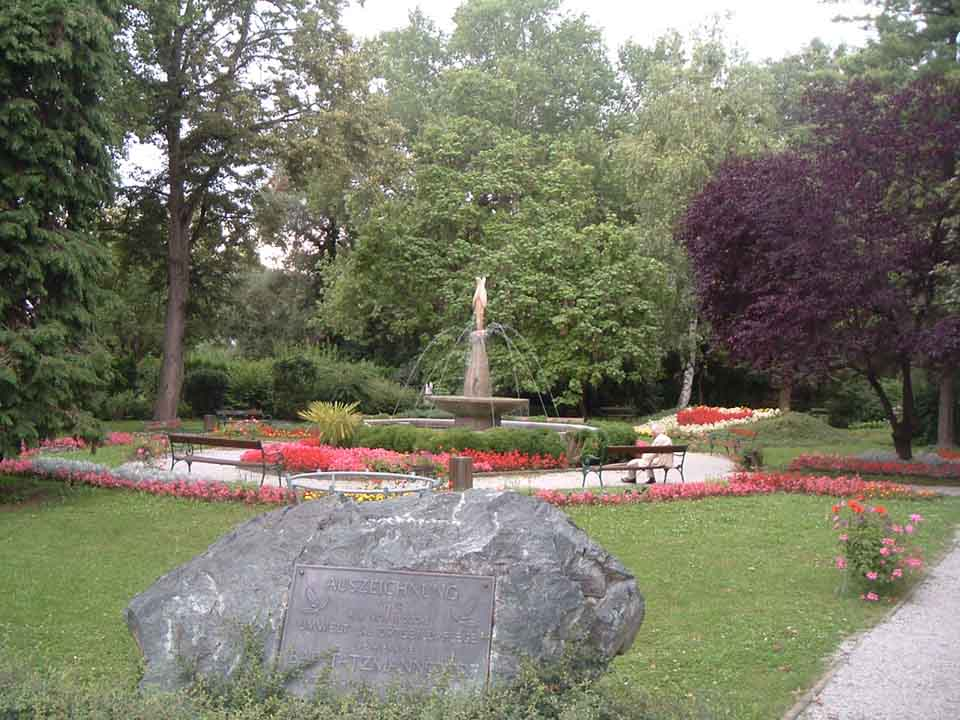
A főtér a szökőkúttal

Fürdőjéről így ír a monográfia: „A fürdő mindig a gróf Batthyány-család birtokában volt. Egy Regensburgban 1621-ben megjelent »Scaturgio salutis, per Joannem Mühlbergerum« czímű könyv tartalmazza azt a szónoklatot, melyet egy hernalsi evang. lelkész a gyimótfalvi kastélyban a fürdő ünnepélyes megnyitása alkalmával 1620-ban tartott. Ez év tekinthető tehát a fürdő keletkezési idejének, a mikor a felbugyogó források által táplált tó kúttá alakíttatott át. 1621-ben, midőn a fürdőt ünnepélyesen megnyitották, mindössze az u. n. ó-kastély és nehány fakunyhó állott a már szintén lerombolt u. n. »hosszú-ház« helyén. 1796-ban már több épület emelkedett, köztük egy vendéglő, és környékük parkká alakíttatott át. Ekkor kezdett a fürdő virágzásnak indulni és ez évben volt először fürdőorvosa is. 1830 körüli években az akkori tulajdonos gróf Batthyány Kázmér a fürdőt bérbe adta. A bérlő sok költséggel jó karba helyezte, gondos ápolás alá vette úgy, hogy ekkor messze földről is tömegesen látogatták. Ez az idő volt Tarcsa fénykora. Ez időtől fogva folyvást hanyatlott és a pusztulás és elhagyottság képét mutatta, míg a rohamos hanyatlásnak a 60-as években uj tulajdonosa, gróf Batthyány Ferencz útját nem állta. Tarcsa egészen uj fürdővé alakíttatott át ekkor; felépült az uj kastély, a kis kastély, a svájczi ház és a fürdőház. 1890-ben a fürdőt vizvezetékkel és csatornázással látták el, a fürdőket gőzfütésre rendezték be s az ujonnan épült fürdőházban a vaslápfürdők is alkalmazásba hozattak. Ez évben épült még egy vendéglő és egy nyaraló. Ugyanekkor furatott a »Ferencz-forrás« 1895-ben tüntek el a régi Tarcsának még fennmaradt emlékei: az u. n. »hosszú-ház« és az »ó-kastély« s épült helyettük egy emeletes és minden kényelemmel ellátott lakóház, uj étterem és fedett sétány s az egész fürdőt villamos világítással látták el.
Ez Tarcsának mai képe. Festőien szép, középnagyságú hegyektől környezett völgyben, modern berendezésű, kényelmes lakóházakkal, tetszetős külsejű villákkal, parkokkal, pezsgő élettel. Tarcsa női fürdő. Éghajlata enyhe, levegője egészséges.”
|

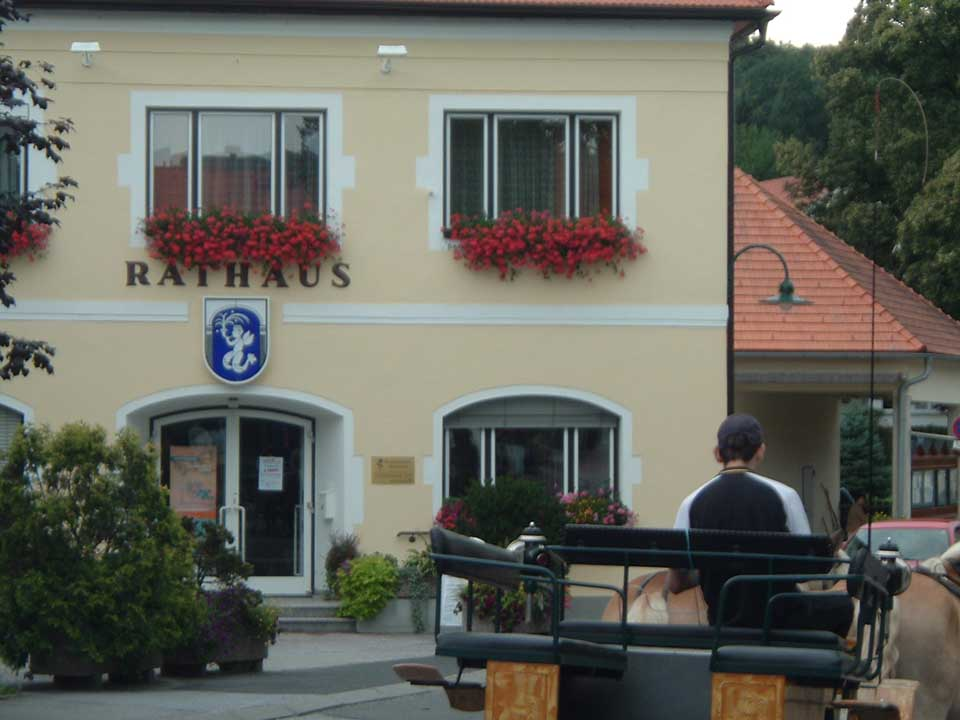
A községháza

„A Károly-forrás a szénsavdús sós savanyú vizek közé tartozik, a Ferencz-forrás szénsavdús vasas, míg a Miksa-forrás a glaubersós szénsavas vasas vizek közé sorolandó. E három forrás vizét használják ivókurára. A többi öt forrás vize részint sós savanyú és sulfatos (régi Miksa-forrás), részint földes savanyú (a két Bassin-forrás), részint vasas vizek (Réi-forrás és Gábor-forrás). A fürdőt szükvérűségnél, gyomor-bélhurutnál, aranyérnél, idegbántalmaknál, női bajoknál s a légző szervek hurutjánál használják s különösen az utolsó években igen erősen látogatják. Míg 1875-ben összesen 461 volt az állandó vendégek száma, 1885-ben 449, 1895-ben már 1016.”
A településnek 1910-ben 861 lakosa volt, melyből 762 német, 54 magyar, 19 horvát, 26 egyéb nemzetiségű volt. Az első világháború idején a fürdőt katonai célokra is használták. A szomszédos Sóshegyen katonai repülőtér működött. A trianoni békeszerződésig Vas vármegye Felsőőri járásához tartozott. 1921-ben Ausztria Burgenland tartományának része lett. 1918-ban gróf Batthyány Gábor a fürdő működtetésére gazdasági társaságot hozott létre, amely 1938-ig működött. A második világháború végén a bombázásoknak esett áldozatául több épület, a gyógyszálló pedig kórházként üzemelt. Az egész fürdő területe súlyos károkat szenvedett. Az 1960-as években és az 1970-es évek elején nagy építkezések folytak, számos új épületet emeltek. Az építkezések az 1990-es években is folytatódtak. Ekkor épült fel a golfcentrum, a Thermál-hotel, a fedett gyógyfürdő, és megnyílt a fürdőmúzeum.
2001-ben 1316 lakosából 1163 német, 42 magyar, 32 horvát, 79 egyéb nemzetiségű volt.

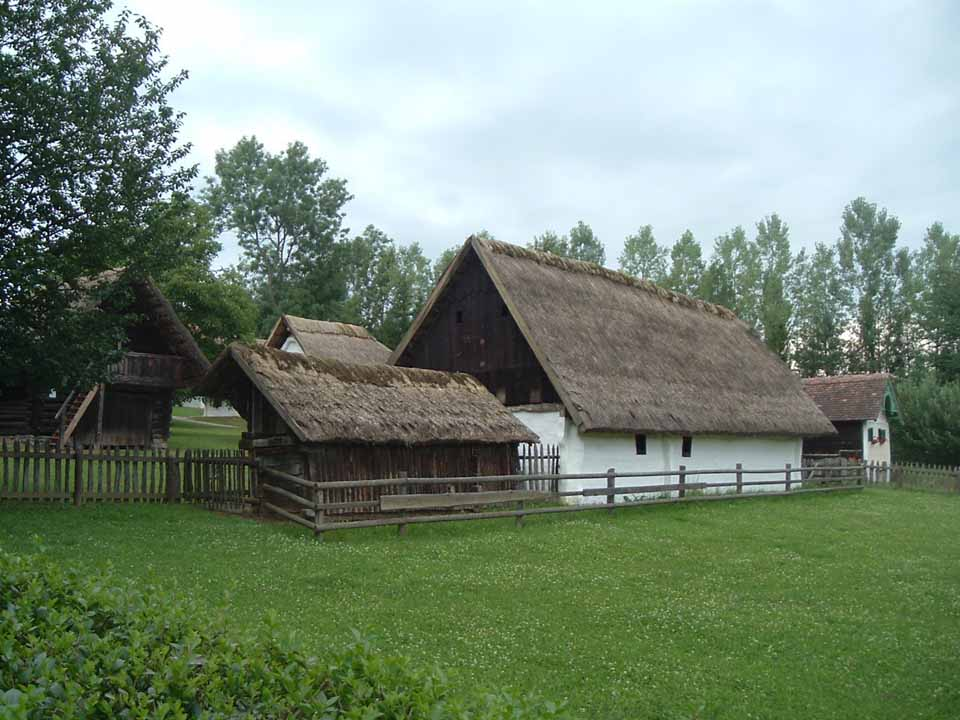
A falumúzeum

|

## Nevezetességei
- Híres gyógyfürdője a 17. század óta működik, de a fürdőélet fellendülése a 19. század második felében indult meg. Ekkor épült a régi fürdőépületek többsége. A modern fürdőházak és kiszolgáló létesítmények az 1960-as évektől épültek.
- Keresztelő Szent János tiszteletére szentelt római katolikus temploma 1968-ban épült a régebbi, 1896-ban épített templom helyén.
- Az evangélikus templom szintén 1968-ban épült.
- Határában 1967-ben a környék népi építészetének emlékeiből falumúzeumot létesítettek. Szalmatetős harangtorony, kerekeskút, nádfedeles parasztházak, pajták állnak itt. A legöregebb ház 1770-ben, a legújabb 1829-ben épült. Figyelemreméltóak a Kis-Ázsiai eredetű kástuk (vályogkunyhók) (németül Kitting).
- Az 1990-ben megnyílt Gyógyfürdőmúzeum a település fürdőjének fejlődéséről nyújt széleskörű áttekintést.
- Itt a „Boszorkányházban” töltötte élete utolsó éveit báró Tóth Ferenc magyar származású francia tábornok, síremléke a temetőben van. A házat barátja, gr. Batthyány Tódor építtette a számára, az épület pincéjében pedig kémiai laboratóriumot rendezett be. Az innen kiszűrődő titokzatos fényekről kapta a Boszorkányház nevet.